# Atethmia sinuata
Atethmia sinuata là một loài bướm đêm thuộc họ Noctuidae. Nó được tìm thấy ở Iran.